# Gilles A. Perron
Pour les articles homonymes, voir Perron.
Gilles A. Perron, né le 10 décembre 1940 dans le village d'Évain (Québec) et mort le 11 juin 2024 à Saint-Eustache, est un technicien, conseiller politique et homme politique canadien. 
Il est député à la Chambre des communes du Canada sous la bannière du Bloc québécois, représentant la circonscription de Saint-Eustache—Sainte-Thérèse de 1997 à 2000 et de Rivière-des-Mille-Îles de 2000 à 2008.

## Biographie
D'abord élu député du Bloc québécois lors de l'élection fédérale de 1997 dans la circonscription de Saint-Eustache—Sainte-Thérèse, renommée Rivière-des-Mille-Îles en 2000 où il est réélu en 2000, 2004 et 2006.
Durant ses mandats, il assume, entre autres, les fonctions de porte-parole du Bloc québécois en matière d'Anciens combattants et de membre du Comité permanent des anciens combattants de la Chambre des communes.
Gilles Perron meurt le 11 juin 2024 à Saint-Eustache à l'âge de 83 ans.

## Distinctions
- Médaille de l'Assemblée nationale, 2009[3]